# Блохин, Олег Владимирович
Оле́г Влади́мирович Блохи́н (укр. Олег Володимирович Блохін; род. 5 ноября 1952[…], Киев) — советский футболист, выступавший на позиции нападающего, обладатель множества рекордов советского футбола. После завершения игровой карьеры — украинский футбольный тренер.
Один из лучших футболистов в истории советского футбола. Обладатель «Золотого мяча» (1975). Мастер спорта международного класса СССР (1972), Заслуженный мастер спорта СССР (1975), Заслуженный тренер Украины (2005), Национальная легенда Украины (2021). Семикратный чемпион СССР, пятикратный обладатель Кубка СССР, двукратный обладатель Кубка кубков УЕФА. Лучший футболист Украины за период 1954—2003 годов (юбилейный приз к 50-летию UEFA).
Входит в список лучших футболистов всех времён по версиям Planète Foot, Voetbal International и FourFourTwo. Рекордсмен сборной СССР по футболу по количеству проведённых за неё игр и забитых голов. Один из трёх советских футболистов, удостаивавшихся «Золотого мяча». Первый советский футболист, преодолевший рубеж 200 голов в зачёт Клуба Григория Федотова, и единственный футболист, преодолевший рубеж 300 голов в зачёт Клуба Григория Федотова. Завершил карьеру футболиста в 1990 году.
На концерте во Дворце спорта, состоявшемся накануне прощального матча Олега Блохина в 1989 году, Тамарой Гвердцители была исполнена песня «Виват, король!», специально написанная Юрием Рыбчинским (слова) и Геннадием Татарченко (музыка) для Блохина.
С 1990 по 2002 годы работал тренером в футбольных клубах Греции. В 2003—2007 годах и с весны 2011 года до осени 2012 года — главный тренер сборной Украины. С ним она пришла к своему высшему достижению — стала четвертьфиналистом чемпионата мира 2006 года, то есть по результатам чемпионата вошла в восьмёрку лучших команд мира. С 2018 года назначен главой Совета стратегического развития Федерации футбола Украины.

## Игровая карьера

### Ранние годы
Родился 5 ноября 1952 года в Киеве в спортивной семье. Мать, Екатерина Адаменко, была известной легкоатлеткой, отец работал в Киевском областном совете спортивного общества «Трудовые резервы».
Футбольную карьеру начал в юношеской команде киевского «Динамо». Воспитанник школы «Динамо» (Киев) с 1962 года (первый тренер — Александр Леонидов). В 1969 году 16-летний Блохин пробежал стометровку за 11 секунд, что соответствовало нормативу первого разряда. Тренер знаменитого спринтера Валерия Борзова — В. В. Петровский — очень долго предлагал ему поменять футбол на спринт. Несмотря на хрупкое сложение, Блохина сразу отмечали за скорость движения и увлечённость в тренировках. Проигрывая многим в силовых элементах игры, Блохин при помощи своего талантливого тренера быстро нарабатывал технику владения мячом и постигал тактику игры. Отец юного спортсмена тренировал сына в общефизической подготовке, научил его быстро и правильно бегать кроссы. Олег начал часто забивать голы, легко обходя более крупных противников.

### Карьера игрока
За основную команду «Динамо» Блохин дебютировал 25 ноября 1969 года на тбилисском стадионе «Локомотив», когда Виктор Маслов выпустил 17-летнего форварда в основе на игру против местного клуба.
Играл в юношеской молодёжной, олимпийской сборных СССР. В 1972 году, на Олимпиаде в Мюнхене, сборная СССР разделила 3-4 места с командой ГДР. На турнире Блохин забил шесть мячей.
Едва только закрепившись в основном составе своего клуба, Блохин уже в 1973 году был признан лучшим футболистом СССР. Это повторилось и в следующие два года. Киевское «Динамо» возглавлял тренерский «тандем» Валерий Лобановский — Олег Базилевич, Блохин быстро стал одним из лидеров команды. Его фирменным стилем были индивидуальные сольные проходы на огромной скорости, чаще всего по левому краю, которые оставляли не у дел защитников и вратарей соперника. Но вместе с тем Блохин был универсальным игроком, часто играл не только на левом краю, но и в центре атаки. Однако, при всей своей любви к индивидуальным проходам, был командным игроком и чётко взаимодействовал с партнёрами. С другой стороны, и они, зная скоростные качества Блохина, всегда пытались найти его на поле и острым пасом дать ему возможность для стремительного прохода к чужим воротам.
В 1975 году киевское «Динамо» впервые в своей истории выиграл Кубок обладателей кубков, победив в финальном матче венгерский «Ференцварош» — 3:0 (один из голов был на счету Блохина).
Классическим стал гол, забитый Олегом Блохиным в ворота мюнхенской «Баварии» в первом матче за Суперкубок Европы 1975 года. Тогда «Бавария» второй год подряд владела Кубком европейских чемпионов, однако в Мюнхене Олег Блохин, выбрав момент, исполнил свой фирменный забег — получив острый пас, на спринтерской скорости убежал от защитников, среди которых был сам Франц Беккенбауэр, и точно и сильно пробил в дальний угол ворот Зеппа Майера.
В ответном матче в Киеве Блохин забил в ворота «Баварии» уже два гола — один в конце первого тайма, второй в начале второго. Успех киевского «Динамо» был сенсационным — впервые победу праздновала команда из Советского Союза. И в том же 1975 году Блохин получил приз парижского еженедельника «France Football» «Золотой мяч».
В следующем году на летних Олимпийских играх в Монреале советская олимпийская сборная практически полностью состояла из футболистов киевского «Динамо». Тогда были завоёваны бронзовые медали — в матче за третье место сборная СССР обыграла сборную Бразилии — 2:0. Блохин на турнире забил один мяч в ворота сборной КНДР.
Самый красивый гол в карьере, на его взгляд, был забит московскому «Динамо» в падении через себя — в кубковом матче 1973 года. Через пять лет он забил «Черноморцу» пяткой, а через год кишинёвскому «Нистру» прямым ударом с углового. Любопытно, что в матчах за «Динамо» Блохин открывал счёт 75 раз — и лишь трижды в таких случаях команда уступила. Если Олег Владимирович забивал, бело-синие не проигрывали в девяти случаях из десяти.
В тридцатилетнем возрасте он впервые принял участие в чемпионате мира, который проходил в Испании. Сборная СССР не дошла до полуфинала, уступив сборной Польши по разнице забитых и пропущенных мячей. Блохин сыграл на чемпионате все пять матчей и забил один гол в ворота сборной Новой Зеландии. В том же 1982 году был приглашён в сборную Европы, что проводила матч со сборной мира. Ранее играл в сборной ФИФА в матчах с дортмундской «Боруссией» и испанской «Барселоной».
Через четыре года Блохин во второй раз принял участие в чемпионате мира. В двух проведённых им матчах забил один гол в ворота сборной Канады. Накануне чемпионата вместе с киевским «Динамо» Блохин праздновал победу в финальном матче Кубка обладателей кубков против мадридского «Атлетико», обыгранного со счётом 3:0. Один гол в ворота испанцев забил Блохин, а ещё три мяча он провёл в полуфинальных и четвертьфинальных матчах этого турнира.
В родном киевском «Динамо» он играл до 1987 года, отдав клубу восемнадцать лет. Последний свой гол за клуб Блохин забил 20 ноября 1987 года в матче на Кубок СССР против волгоградского «Ротора». Это был его 314-й гол во всех проведённых им матчах. В чемпионате СССР он забил 211 мячей — это достижение так никто и не смог превзойти.
В течение года выступал за австрийскую команду «Форвертс», а 28 июня 1989 года в Киеве состоялся прощальный матч в честь Блохина, где сборная СССР, в составе которой он забил 42 гола, встречалась со сборной футбольных звёзд мира. На концерте во Дворце спорта, который состоялся накануне прощального матча Олега Блохина, Тамарой Гвердцители была исполнена песня «Виват, король!», написанная Юрием Рыбчинским (слова) и Геннадием Татарченко (музыка) для Блохина.
Блохин уехал на Кипр, где следующий сезон играл за «Арис», после чего завершил игровую карьеру.

## Стиль игры
Блохин был известен своей скоростью, выносливостью и неуступчивостью на поле, обладал отличными техническими навыками и контролем мяча, а также хорошим балансом. Его было очень сложно опекать защитникам. Блохин был левшой, а это всегда является важным преимуществом во многих видах спорта. Но главным козырем футболиста было то, чему невозможно научиться, у него был инстинкт форварда, мгновенный анализ игровой ситуации. Блохин чувствовал мяч, прекрасно открывался и караулил отскоки. Очень много голов он создал буквально из ничего, благодаря тому, что знал, где в следующем эпизоде окажется мяч.
Любимый приём — рывок, отрыв, удар — особенно ярко продемонстрировал на мюнхенском стадионе в первой встрече за Суперкубок Европы между «Баварией» и киевлянами. Тогда он точно пробил в дальний угол ворот.
Я помню гол Блохина в мюнхенском матче с «Баварией» — я тогда первый и единственный раз выругал Олега в эфире. Он получил мяч в толпе защитников. Никого рядом не было, Веремеев и Колотов только спешили на помощь, а Олег даже не посмотрел на них — пошёл!.. Нафинтил и посадил на пятую точку трёх чемпионов мира во главе с Беккенбауэром — вот это футбол! Это искусство!Котэ Махарадзе

## Тренер
После окончания карьеры футболиста Блохин работал главным тренером греческих клубов.
В 1990 году возглавил одну из ведущих команд Греции «Олимпиакос». Заручившись поддержкой руководства, пригласил в команду трёх игроков сборной СССР — Олега Протасова, Геннадия Литовченко и Юрия Савичева. Вместе с командой дважды был серебряным призёром чемпионата Греции, а в сезоне 1991/92 взял Кубок Греции. 25 января 1993 года был уволен с поста главного тренера команды после ничьей с «Эдессаикосом», хотя игроки и болельщики клуба были против этого решения.
3 февраля 1993 года назначен главным тренером клуба ПАОК. Контракт был заключён на 2,5 года.
В сентябре 2003 года стал главным тренером национальной сборной Украины. Под его руководством сборная Украины впервые в своей истории успешно прошла отборочный этап крупного международного турнира — чемпионата мира по футболу 2006 года в Германии, причём путёвку в Германию завоевала раньше всех остальных европейских команд. Сборная Украины, впервые участвовавшая в финальных стадиях ЧМ, дошла до четвертьфинала — это наивысшее достижение украинцев.
В начале декабря 2007 года Блохин подал на увольнение с поста тренера сборной. Заявление было принято на заседании исполкома Федерации футбола Украины.
Через несколько дней после увольнения с поста главного тренера сборной Украины Блохин стал главным тренером футбольного клуба «Москва». В чемпионате России 2008 года «Москва» заняла 9-е место. 26 ноября 2008 года договор Блохина с «Москвой» был расторгнут по обоюдному согласию сторон.
В сезоне 2009/10 был спортивным директором футбольного клуба «Черноморец» (Одесса).
21 апреля 2011 года был снова назначен на пост главного тренера национальной сборной Украины. В программе «ТСН» на украинском телеканале «1+1» со ссылкой на неназванные «собственные источники» сообщили, что заработная плата Блохина составила 50 тысяч долларов в месяц.

### «Динамо» (Киев)
25 сентября 2012 года, после отставки Юрия Сёмина был впервые назначен на пост главного тренера киевского «Динамо». 28 сентября 2012 года дебютировал в качестве тренера «Динамо», в десятом туре чемпионата Украины, против луганской «Зари». Дебют получился успешным: «киевляне» победили 1:0.
Вскоре после прихода в «Динамо» Блохина госпитализировали с гипертоническим кризом — причиной оказался тромб, почти полностью перекрывший сонную артерию. На второй день госпитализации тромб удалили с помощью малоинвазивной хирургии. В период больничного Блохина обязанности главного тренера сборной исполнял Андрей Баль, под руководством которого она потеряла 5 очков из 6 в двух матчах: ничья с Молдавией и проигрыш Черногории. В «Динамо» главного тренера подменил Алексей Михайличенко, и результаты тоже не радовали: «Динамо» потеряло много очков в чемпионате и Лиге чемпионов.
3 ноября Блохин впервые после операции смотрел матч на стадионе («Динамо» — «Таврия»); на тренерской скамейке врачи ему ещё не разрешили быть, и он смотрел его из ложи стадиона. В перерыве, прямо перед которым «Динамо» повело 1:0, Блохин спустился в раздевалку, поговорил с игроками. На тренерской скамейке Блохина по-прежнему заменял Алексей Михайличенко, он же и давал послематчевую пресс-конференцию.
К матчу 21 ноября с «Пари Сен-Жермен» в Лиге чемпионов (поражение 0:2), проходившему в Киеве, врачи разрешили Блохину находиться на тренерской скамейке, чем он и воспользовался. Он же проводил предматчевую и послематчевую пресс-конференции.
За время его тренерской работы у клуба, «Динамо» впервые не смогло занять даже второе место в чемпионате Украины, заняв третью строчку в сезоне 2012/13. За полтора года работы, Олег Блохин не сумел выиграть ни одного трофея, набрав в чемпионате Украины лишь 63 % возможных очков, что является 2-м результатом «снизу» среди тренеров киевского «Динамо» за время независимой Украины. Также, Блохин поставил антирекорд по количеству поражений в чемпионате, тренируя «Динамо» — 12 поражений в 44 матчах. При этом, предыдущий антирекорд принадлежал Йожефу Сабо, потерпевшему 10 поражений в 117 матчах.
16 апреля 2014 года, сразу после матча чемпионата Украины против донецкого «Шахтёра», проигранного в Киеве со счётом 0:2, Олег Блохин был уволен с поста главного тренера «Динамо» за неудовлетворительные результаты, показанные командой под его руководством.

## Клуб Олега Блохина
Виктор Хохлюк — инициатор официального признания в январе 2014 года символического Клуба Олега Блохина. Совместно с редакцией популярного спортивного информационного агентства Sport.ua, а также журналистом Николаем Васильковым, пресс-атташе национальной сборной Украины по футболу Александром Гливинским, генеральным директором Государственного концерна «Спортивные арены Украины» Сергеем Симаком, при поддержке Министерства молодёжи и спорта Украины, Национального олимпийского комитета Украины и генерального спонсора мероприятия Mercedes-Benz на Украине была учреждена премия «Голеадор» для футболистов забивших сто и более мячей за свою карьеру на высшем уровне.

## Личная жизнь

### Семья
Мать — Екатерина Захаровна Адаменко (1918—2012), украинка — известная советская легкоатлетка, неоднократная чемпионка СССР и Украины по пятиборью, по прыжкам в длину и в беге на 80 и 100 метров с барьерами. Позже — заместитель декана факультета промышленного и гражданского строительства Киевского инженерно-строительного института. Три созыва была депутатом Соломенского районного совета Киева. Умерла 21 мая 2012 года.
Отец — Владимир Иванович Блохин (1922—2013), русский — советский спринтер, ветеран ВОВ (воевал на Ленинградском фронте), офицер МВД. Работал заместителем председателя Киевского областного совета общества «Трудовые резервы». Двенадцать лет возглавлял Федерацию современного пятиборья Украинской ССР. Был начальником учебно-спортивного отдела республиканского общества «Динамо». Умер 13 марта 2013 года.
Брат — Николай Владимирович Блохин (1939—2011).
Первая жена Олега Блохина — Ирина Дерюгина, чемпионка мира по художественной гимнастике.
- дочь — Ирина Блохина (р. 1983).
  - внучка — Жаклин (р. 2014) от брака с Алексеем Брынзаком[28].

Вторая жена — Анжела.
- дочери — Анна (р. 2001) и Екатерина (р. 2002)[29][30].

### Общественно-политическая позиция
Состоял в КПСС. В постсоветский период Олег Блохин совмещал тренерскую работу с общественно-политической деятельностью.
Дважды избирался депутатом Верховной рады Украины.
В 1998 по списку «Всеукраинского объединения Громада» (№ 16), которое в начале 1997 года создал Павел Лазаренко, в то время занимавший должность премьер-министра Украины.
Членом фракции ВО «Громада» пробыл лишь год, после чего два года был во фракции «Батькивщина».
Летом 2001 года перешёл в Коммунистическую партию Украины, а в 2002 году избирался депутатом Верховной рады Украины четвёртого созыва по спискам этой же партии (№ 10). Через пять месяцев перешёл во фракцию Социал-демократической партии Украины (объединённой), а в 2003 году стал членом её политсовета.
В парламенте IV созыва был членом комитета Верховной рады по вопросам молодёжной политики, физкультуры, спорта и туризма, главой подкомитета по вопросам олимпийского, паралимпийского движений и спорта высших достижений.
На выборах 2006 года Блохин баллотировался в Верховную Раду под № 10 списка Оппозиционного блока «Не так!», сформированного на базе СДПУ(о). Блок не смог пересечь 3-процентный проходной барьер, набрав лишь 1,01 % голосов избирателей.
В 2022 году выступил с осуждением вторжения России на Украину.
Я, Олег Блохин, призываю всех, от кого это зависит, прежде всего, военное командование России и Беларуси, немедленно прекратить обстрел городов Украины и отозвать свои войска.
Вы сражаетесь не только с воинами Украины, но и с мирным населением. Это недопустимо. Это грех.

## В поп-культуре
Автобиографические книги:
- «Гол, который я не забил» (Серия «Знаменосцы спорта»). — К.: Молодь, 1981. — 160 с.
- «Право на гол» (в соавторстве с Аркадьевым Д. А.) (Серия «Сердца, отданные спорту»). — М.: ФиС, 1984. — 224 с.
- «Экзаменует футбол» (Серия «Знаменосцы спорта»). — К.: Молодь, 1986. — 208 с.
- «Футбол на всю жизнь» (в соавторстве с Аркадьевым Д. А.). — К.: Вэсэлка, 1988. — 391 с. — ISBN 5-301-00781-5

Имя Олега Блохина упоминалось в различных музыкальных произведениях. Так, Блохину посвящена песня Юрия Рыбчинского и Геннадия Татарченко «Виват, Король!», которая была написана специально для прощального матча Блохина в 1989 году. Исполнитель — Тамара Гвердцители. В 2005 году Михаилом Назаренко была написана песня «За Блохина!», исполненная Дмитрием Гордоном.
В 2017 году вышел документальный фильм производства телеканала Интер, под названием «Лучший футболист Европы», в котором рассказывается о трёх украинских обладателях Золотого мяча — Блохине, Беланове и Шевченко.

## Достижения

### В качестве игрока
«Динамо» (Киев)
- Чемпион СССР (7): 1974, 1975, 1977, 1980, 1981, 1985, 1986
- Обладатель Кубка СССР (5): 1974, 1978, 1982, 1985, 1987
- Обладатель Суперкубка СССР (3): 1981, 1986, 1987
- Обладатель Кубка обладателей кубков УЕФА (2): 1975, 1986
- Обладатель Суперкубка УЕФА: 1975
- Финалист Суперкубка УЕФА: 1986

Сборная СССР
- Бронзовый призёр Олимпийских игр (2): 1972, 1976

### Личные
- Обладатель «Золотого мяча» по версии France Football: 1975
- Лучший футболист СССР: (1973—1975), второй (1977, 1978, 1980, 1981) и третий (1976, 1986) (еженедельник «Футбол»)
- Рекордсмен по количеству матчей за сборную СССР (112 матчей)
- Лучший бомбардир в истории сборной СССР (42 гола) (без учёта игры с Францией в отборе на ОИ-1972, в которой Блохин забил 2 гола)
- Мастер спорта международного класса СССР (1972)
- Заслуженный мастер спорта (1975)
- Лучший бомбардир чемпионата СССР (5): 1972, 1973, 1974, 1975, 1977
- Лучший бомбардир Кубка обладателей кубков УЕФА: 1986 (5 голов)
- Лучший бомбардир в истории Кубка СССР (30 голов)
- Футболист года на Украине (9): 1972, 1973, 1974, 1975, 1976, 1977, 1978, 1980, 1981
- Один из обладателей приза «Лучшие дебютанты сезона»: 1972
- Приз «Верность клубу»: 1986
- В списках 33 лучших футболистов СССР (15): № 1 (1972—1982, 1985, 1986) 13 раз (рекорд), № 2 (1983, 1984)
- В списках лучших футболистов Украинской ССР[укр.] (16): № 1 (1972—1985), № 2 (1986, 1987)
- Забил больше всех голов в чемпионате СССР по футболу за всю его историю — 211, и провёл больше всех матчей — 432
- Лучший бомбардир в истории Динамо (Киев) (266 голов)
- Автор юбилейных голов киевского «Динамо» в чемпионатах СССР: 1400-й (1973), 1500-й (1975), 1600-й (1977), 1700-й (1979)
- Golden Foot: 2009 (в номинации «Легенды футбола»)
- Основатель бомбардирского Клуба Олега Блохина (336 мячей)
- Член клуба Григория Федотова (319 мячей)
- Почётный гражданин Киева (2006)
- Член клуба Игоря Нетто
- Обладатель юбилейной награды УЕФА лучшему футболисту Украины за последние 50 лет: 2003
- Член символической сборной Украины XX века по версии газеты «Украинский футбол» (итоги опроса, проведённого на стыке 2000 и 2001 годов, набрал 82 % голосов читателей)[36]

### В качестве тренера
«Олимпиакос»
- Обладатель Кубка Греции: 1992
- Обладатель Суперкубка Греции: 1992
- Серебряный призёр чемпионата Греции: 1991, 1992

«АЕК» (Афины)
- Серебряный призёр чемпионата Греции: 1999

Сборная Украины
- Четвертьфиналист Чемпионата мира: 2006

«Динамо» (Киев)
- Бронзовый призёр чемпионата Украины: 2013

### Индивидуальные
- Лучшие тренеры национальных сборных по итогам года по версии МФФИИС:
  - 2005 — 10 место[37]
  - 2006 — 8 место[38]
  - 2012 — 15 место[39]
- Лучшие тренеры десятилетия (2001—2010) по версии МФФИИС — 52—56 место[40]
- Лучшие тренеры из числа обладателей «Золотого мяча» — 5 место (версия газеты «Сегодня» на Украине)[41]

## Награды
- Орден УПЦ преподобного Нестора Летописца (2002).
- Орден «За заслуги» ІІІ (2002)[42], ІІ (2004[43]) и І (2011[44]) степеней.
- Орден князя Ярослава Мудрого V степени (2006)[45].
- Орден князя Ярослава Мудрого IV степени (5 июля 2012 года)[46].
- Орден князя Ярослава Мудрого ІІІ степени (2015)[47].
- Орден князя Ярослава Мудрого ІІ степени (2020)[48].
- Знак отличия президента Украины «Национальная легенда Украины» (20 августа 2021)[49]

## Статистика выступлений

### Клубная
| Клуб             | Сезон            | Чемпионат | Чемпионат | Кубок | Кубок | Еврокубки | Еврокубки | Суперкубок | Суперкубок | Всего | Всего |
| Клуб             | Сезон            | Игры      | Голы      | Игры  | Голы  | Игры      | Голы      | Игры       | Голы       | Игры  | Голы  |
| ---------------- | ---------------- | --------- | --------- | ----- | ----- | --------- | --------- | ---------- | ---------- | ----- | ----- |
| Динамо           |                  |           |           |       |       |           |           |            |            |       |       |
| 1969             | 1                | -         | -         | -     | -     | -         | -         | -          | 1          | 0     |       |
| 1970             | -                | -         | 1         | -     | -     | -         | -         | -          | 1          | 0     |       |
| 1971             | 1                | -         | -         | -     | -     | -         | -         | -          | 1          | 0     |       |
| 1972             | 27               | 14        | 2         | 0     | 4     | 1         | -         | -          | 33         | 15    |       |
| 1973             | 29               | 18        | 8         | 4     | 7     | 1         | -         | -          | 44         | 23    |       |
| 1974             | 29               | 20        | 4         | 3     | 4     | 3         | -         | -          | 37         | 26    |       |
| 1975             | 28               | 18        | -         | -     | 11    | 6         | -         | -          | 39         | 24    |       |
| 1976             | 19               | 8         | 1         | 0     | 6     | 3         | -         | -          | 26         | 11    |       |
| 1977             | 29               | 17        | 3         | 2     | 6     | 1         | 1         | 0          | 39         | 20    |       |
| 1978             | 26               | 13        | 8         | 5     | 4     | 1         | -         | -          | 38         | 19    |       |
| 1979             | 24               | 17        | 6         | 1     | 4     | 1         | -         | -          | 34         | 19    |       |
| 1980             | 33               | 19        | 7         | 3     | 2     | -         | -         | -          | 42         | 23    |       |
| 1981             | 29               | 19        | 7         | 4     | 4     | 2         | 1         | 0          | 41         | 26    |       |
| 1982             | 24               | 10        | 3         | 0     | 4     | 0         | -         | -          | 31         | 10    |       |
| 1983             | 31               | 10        | 1         | 0     | 4     | 0         | -         | -          | 36         | 10    |       |
| 1984             | 30               | 10        | 3         | 1     | -     | -         | -         | -          | 33         | 11    |       |
| 1985             | 29               | 12        | 5         | 2     | 4     | 1         | -         | -          | 38         | 17    |       |
| 1986             | 23               | 2         | 2         | 2     | 8     | 7         | 1         | 0          | 34         | 11    |       |
| 1987             | 20               | 4         | 6         | 4     | 7     | 4         | 4         | 4          | 37         | 16    |       |
| Всего            | 432              | 211       | 67        | 31    | 79    | 30        | 7         | 4          | 585        | 280   |       |
| Форвертс (Штайр) | 1987/88          | 13        | 5         | -     | -     | -         | -         | -          | -          | 13    | 5     |
| Форвертс (Штайр) | 1988/89          | 28        | 4         | 1     | 1     | -         | -         | -          | -          | 29    | 5     |
| Форвертс (Штайр) | Всего            | 41        | 9         | 1     | 1     | -         | -         | -          | -          | 42    | 10    |
| Арис (Лимасол)   | 1989/90          | 22        | 5         | 6     | 2     | -         | -         | -          | -          | 28    | 7     |
| Арис (Лимасол)   | Всего            | 22        | 5         | 6     | 2     | -         | -         | -          | -          | 28    | 7     |
| Всего за карьеру | Всего за карьеру | 495       | 225       | 74    | 34    | 79        | 30        | 7          | 4          | 655   | 297   |

- Статистика в Кубках СССР и еврокубках составлена по схеме «осень-весна» и зачислена в год старта турниров

### Матчи за сборную
| Матчи Блохина за сборную СССР | Матчи Блохина за сборную СССР | Матчи Блохина за сборную СССР | Матчи Блохина за сборную СССР | Матчи Блохина за сборную СССР | Матчи Блохина за сборную СССР | Матчи Блохина за сборную СССР |
| №                             | Дата                          | Оппонент                      | Счёт                          | Голы Блохина                  | Соревнование                  |                               |
| ----------------------------- | ----------------------------- | ----------------------------- | ----------------------------- | ----------------------------- | ----------------------------- | ----------------------------- |
| 1                             | 16 июля 1972                  | Финляндия                     | 1:1                           | 1                             | Товарищеский матч             |                               |
| 2                             | 6 августа 1972                | Швеция                        | 4:4                           | 1                             | Товарищеский матч             |                               |
| 3                             | 28 августа 1972               | Бирма                         | 1:0                           | 0                             | Финальные матчи ОИ-1972       |                               |
| 4                             | 1 сентября 1972               | Мексика                       | 4:1                           | 3                             | Финальные матчи ОИ-1972       |                               |
| 5                             | 3 сентября 1972               | Марокко                       | 3:0                           | 0                             | Финальные матчи ОИ-1972       |                               |
| 6                             | 5 сентября 1972               | Польша                        | 1:2                           | 1                             | Финальные матчи ОИ-1972       |                               |
| 7                             | 8 сентября 1972               | Дания                         | 4:0                           | 1                             | Финальные матчи ОИ-1972       |                               |
| 8                             | 10 сентября 1972              | ГДР                           | 2:2                           | 1                             | Финальные матчи ОИ-1972       |                               |
| 9                             | 13 октября 1972               | Франция                       | 0:1                           | 0                             | Отборочные матчи ЧМ-1974      |                               |
| 10                            | 28 марта 1973                 | Болгария                      | 0:1                           | 0                             | Товарищеский матч             |                               |
| 11                            | 18 апреля 1973                | Румыния                       | 2:0                           | 0                             | Товарищеский матч             |                               |
| 12                            | 13 мая 1973                   | Ирландия                      | 1:0                           | 0                             | Отборочные матчи ЧМ-1974      |                               |
| 13                            | 26 мая 1973                   | Франция                       | 2:0                           | 1                             | Отборочные матчи ЧМ-1974      |                               |
| 14                            | 10 июня 1973                  | Англия                        | 1:2                           | 0                             | Товарищеский матч             |                               |
| 15                            | 21 июня 1973                  | Бразилия                      | 0:1                           | 0                             | Товарищеский матч             |                               |
| 16                            | 5 августа 1973                | Швеция                        | 0:0                           | 0                             | Товарищеский матч             |                               |
| 17                            | 5 сентября 1973               | ФРГ                           | 0:1                           | 0                             | Товарищеский матч             |                               |
| 18                            | 26 сентября 1973              | Чили                          | 0:0                           | 0                             | Отборочные матчи ЧМ-1974      |                               |
| 19                            | 17 октября 1973               | ГДР                           | 0:1                           | 0                             | Товарищеский матч             |                               |
| 20                            | 17 апреля 1974                | Югославия                     | 1:0                           | 0                             | Товарищеский матч             |                               |
| 21                            | 20 мая 1974                   | Чехословакия                  | 0:1                           | 0                             | Товарищеский матч             |                               |
| 22                            | 30 октября 1974               | Ирландия                      | 0:3                           | 0                             | Отборочные матчи ЧЕ-1976      |                               |
| 23                            | 2 апреля 1975                 | Турция                        | 3:0                           | 1                             | Отборочные матчи ЧЕ-1976      |                               |
| 24                            | 18 мая 1975                   | Ирландия                      | 2:1                           | 1                             | Отборочные матчи ЧЕ-1976      |                               |
| 25                            | 8 июня 1975                   | Италия                        | 1:0                           | 0                             | Товарищеский матч             |                               |
| 26                            | 12 октября 1975               | Швейцария                     | 1:0                           | 0                             | Отборочные матчи ЧЕ-1976      |                               |
| 27                            | 12 ноября 1975                | Швейцария                     | 4:1                           | 0                             | Отборочные матчи ЧЕ-1976      |                               |
| 28                            | 23 ноября 1975                | Турция                        | 0:1                           | 0                             | Отборочные матчи ЧЕ-1976      |                               |
| 29                            | 29 ноября 1975                | Румыния                       | 2:2                           | 0                             | Товарищеский матч             |                               |
| 30                            | 10 марта 1976                 | Чехословакия                  | 2:2                           | 1                             | Товарищеский матч             |                               |
| 31                            | 20 марта 1976                 | Аргентина                     | 0:1                           | 0                             | Товарищеский матч             |                               |
| 32                            | 24 марта 1976                 | Болгария                      | 3:0                           | 1                             | Товарищеский матч             |                               |
| 33                            | 24 апреля 1976                | Чехословакия                  | 0:2                           | 0                             | Отборочные матчи ЧЕ-1976      |                               |
| 34                            | 22 мая 1976                   | Чехословакия                  | 2:2                           | 1                             | Отборочные матчи ЧЕ-1976      |                               |
| 35                            | 26 мая 1976                   | Венгрия                       | 1:1                           | 0                             | Товарищеский матч             |                               |
| 36                            | 23 июня 1976                  | Австрия                       | 2:1                           | 0                             | Товарищеский матч             |                               |
| 37                            | 19 июля 1976                  | Канада                        | 2:1                           | 0                             | Финальные матчи ОИ-1976       |                               |
| 38                            | 23 июля 1976                  | КНДР                          | 3:0                           | 1                             | Финальные матчи ОИ-1976       |                               |
| 39                            | 25 июля 1976                  | Иран                          | 2:1                           | 0                             | Финальные матчи ОИ-1976       |                               |
| 40                            | 27 июля 1976                  | ГДР                           | 1:2                           | 0                             | Финальные матчи ОИ-1976       |                               |
| 41                            | 29 июля 1976                  | Бразилия                      | 2:0                           | 0                             | Финальные матчи ОИ-1976       |                               |
| 42                            | 20 марта 1977                 | Тунис                         | 3:0                           | 0                             | Товарищеский матч             |                               |
| 43                            | 23 марта 1977                 | Югославия                     | 4:2                           | 2                             | Товарищеский матч             |                               |
| 44                            | 24 апреля 1977                | Греция                        | 2:0                           | 0                             | Отборочные матчи ЧМ-1978      |                               |
| 45                            | 30 апреля 1977                | Венгрия                       | 1:2                           | 0                             | Отборочные матчи ЧМ-1978      |                               |
| 46                            | 10 мая 1977                   | Греция                        | 0:1                           | 0                             | Отборочные матчи ЧМ-1978      |                               |
| 47                            | 18 мая 1977                   | Венгрия                       | 2:0                           | 0                             | Отборочные матчи ЧМ-1978      |                               |
| 48                            | 28 июля 1977                  | ГДР                           | 1:2                           | 0                             | Товарищеский матч             |                               |
| 49                            | 7 сентября 1977               | Польша                        | 4:1                           | 2                             | Товарищеский матч             |                               |
| 50                            | 5 октября 1977                | Нидерланды                    | 0:0                           | 0                             | Товарищеский матч             |                               |
| 51                            | 8 октября 1977                | Франция                       | 0:0                           | 0                             | Товарищеский матч             |                               |
| 52                            | 26 февраля 1978               | Марокко                       | 3:2                           | 1                             | Товарищеский матч             |                               |
| 53                            | 8 марта 1978                  | ФРГ                           | 0:1                           | 0                             | Товарищеский матч             |                               |
| 54                            | 5 апреля 1978                 | Финляндия                     | 10:2                          | 3                             | Товарищеский матч             |                               |
| 55                            | 14 мая 1978                   | Румыния                       | 1:0                           | 1                             | Товарищеский матч             |                               |
| 56                            | 6 сентября 1978               | Иран                          | 1:0                           | 0                             | Товарищеский матч             |                               |
| 57                            | 20 сентября 1978              | Греция                        | 2:0                           | 0                             | Отборочные матчи ЧЕ-1980      |                               |
| 58                            | 5 октября 1978                | Турция                        | 2:0                           | 1                             | Товарищеский матч             |                               |
| 59                            | 11 октября 1978               | Венгрия                       | 0:2                           | 0                             | Отборочные матчи ЧЕ-1980      |                               |
| 60                            | 23 ноября 1978                | Япония                        | 4:1                           | 0                             | Товарищеский матч             |                               |
| 61                            | 26 ноября 1978                | Япония                        | 3:0                           | 0                             | Товарищеский матч             |                               |
| 62                            | 28 марта 1979                 | Болгария                      | 3:1                           | 1                             | Товарищеский матч             |                               |
| 63                            | 19 апреля 1979                | Швеция                        | 2:0                           | 0                             | Товарищеский матч             |                               |
| 64                            | 5 мая 1979                    | Чехословакия                  | 3:0                           | 0                             | Товарищеский матч             |                               |
| 65                            | 19 мая 1979                   | Венгрия                       | 2:2                           | 0                             | Отборочные матчи ЧЕ-1980      |                               |
| 66                            | 27 июня 1979                  | Дания                         | 2:1                           | 0                             | Товарищеский матч             |                               |
| 67                            | 27 августа 1980               | Венгрия                       | 4:1                           | 1                             | Товарищеский матч             |                               |
| 68                            | 3 сентября 1980               | Исландия                      | 2:1                           | 0                             | Отборочные матчи ЧМ-1982      |                               |
| 69                            | 30 мая 1981                   | Уэльс                         | 0:0                           | 0                             | Отборочные матчи ЧМ-1982      |                               |
| 70                            | 23 сентября 1981              | Турция                        | 4:0                           | 1                             | Отборочные матчи ЧМ-1982      |                               |
| 71                            | 7 октября 1981                | Турция                        | 3:0                           | 2                             | Отборочные матчи ЧМ-1982      |                               |
| 72                            | 28 октября 1981               | Чехословакия                  | 2:0                           | 0                             | Отборочные матчи ЧМ-1982      |                               |
| 73                            | 18 ноября 1981                | Уэльс                         | 3:0                           | 1                             | Отборочные матчи ЧМ-1982      |                               |
| 74                            | 29 ноября 1981                | Чехословакия                  | 1:1                           | 1                             | Отборочные матчи ЧМ-1982      |                               |
| 75                            | 10 марта 1982                 | Греция                        | 2:0                           | 0                             | Товарищеский матч             |                               |
| 76                            | 14 апреля 1982                | Аргентина                     | 1:1                           | 0                             | Товарищеский матч             |                               |
| 77                            | 5 мая 1982                    | ГДР                           | 1:0                           | 0                             | Товарищеский матч             |                               |
| 78                            | 3 июня 1982                   | Швеция                        | 1:1                           | 1                             | Товарищеский матч             |                               |
| 79                            | 14 июня 1982                  | Бразилия                      | 1:2                           | 0                             | Финальные матчи ЧМ-1982       |                               |
| 80                            | 19 июня 1982                  | Новая Зеландия                | 3:0                           | 1                             | Финальные матчи ЧМ-1982       |                               |
| 81                            | 22 июня 1982                  | Шотландия                     | 2:2                           | 0                             | Финальные матчи ЧМ-1982       |                               |
| 82                            | 1 июля 1982                   | Бельгия                       | 1:0                           | 0                             | Финальные матчи ЧМ-1982       |                               |
| 83                            | 4 июля 1982                   | Польша                        | 0:0                           | 0                             | Финальные матчи ЧМ-1982       |                               |
| 84                            | 23 марта 1983                 | Франция                       | 1:1                           | 0                             | Товарищеский матч             |                               |
| 85                            | 13 апреля 1983                | Швейцария                     | 1:0                           | 1                             | Товарищеский матч             |                               |
| 86                            | 27 апреля 1983                | Португалия                    | 5:0                           | 0                             | Отборочные матчи ЧЕ-1984      |                               |
| 87                            | 17 мая 1983                   | Австрия                       | 2:2                           | 1                             | Товарищеский матч             |                               |
| 88                            | 22 мая 1983                   | Польша                        | 1:1                           | 0                             | Отборочные матчи ЧЕ-1984      |                               |
| 89                            | 1 июня 1983                   | Финляндия                     | 1:0                           | 1                             | Отборочные матчи ЧЕ-1984      |                               |
| 90                            | 26 июля 1983                  | ГДР                           | 3:1                           | 1                             | Товарищеский матч             |                               |
| 91                            | 9 октября 1983                | Польша                        | 2:0                           | 1                             | Отборочные матчи ЧЕ-1984      |                               |
| 92                            | 13 ноября 1983                | Португалия                    | 0:1                           | 0                             | Отборочные матчи ЧЕ-1984      |                               |
| 93                            | 2 июня 1984                   | Англия                        | 2:0                           | 0                             | Товарищеский матч             |                               |
| 94                            | 19 августа 1984               | Мексика                       | 3:0                           | 1                             | Товарищеский матч             |                               |
| 95                            | 12 сентября 1984              | Ирландия                      | 0:1                           | 0                             | Отборочные матчи ЧМ-1986      |                               |
| 96                            | 7 августа 1985                | Румыния                       | 2:0                           | 0                             | Товарищеский матч             |                               |
| 97                            | 28 августа 1985               | ФРГ                           | 1:0                           | 0                             | Товарищеский матч             |                               |
| 98                            | 25 сентября 1985              | Дания                         | 1:0                           | 0                             | Отборочные матчи ЧМ-1986      |                               |
| 99                            | 16 октября 1985               | Ирландия                      | 2:0                           | 0                             | Отборочные матчи ЧМ-1986      |                               |
| 100                           | 22 января 1986                | Испания                       | 0:2                           | 0                             | Товарищеский матч             |                               |
| 101                           | 19 февраля 1986               | Мексика                       | 0:1                           | 0                             | Товарищеский матч             |                               |
| 102                           | 26 марта 1986                 | Англия                        | 0:1                           | 0                             | Товарищеский матч             |                               |
| 103                           | 23 апреля 1986                | Румыния                       | 1:2                           | 0                             | Товарищеский матч             |                               |
| 104                           | 7 мая 1986                    | Финляндия                     | 0:0                           | 0                             | Товарищеский матч             |                               |
| 105                           | 5 июня 1986                   | Франция                       | 1:1                           | 0                             | Финальные матчи ЧМ-1986       |                               |
| 106                           | 9 июня 1986                   | Канада                        | 2:0                           | 1                             | Финальные матчи ЧМ-1986       |                               |
| 107                           | 20 августа 1986               | Швеция                        | 0:0                           | 0                             | Товарищеский матч             |                               |
| 108                           | 24 сентября 1986              | Исландия                      | 1:1                           | 0                             | Отборочные матчи ЧЕ-1988      |                               |
| 109                           | 11 октября 1986               | Франция                       | 2:0                           | 0                             | Отборочные матчи ЧЕ-1988      |                               |
| 110                           | 29 октября 1986               | Норвегия                      | 4:0                           | 1                             | Отборочные матчи ЧЕ-1988      |                               |
| 111                           | 28 октября 1987               | Исландия                      | 2:0                           | 0                             | Отборочные матчи ЧЕ-1988      |                               |
| 112                           | 21 сентября 1988              | ФРГ                           | 0:1                           | 0                             | Товарищеский матч             |                               |

Итого: 112 матчей / 42 забитых гола; 61 победа, 25 ничьих, 26 поражений.